# Amar Alibegović
Amar Alibegović (Corvallis, 31 marzo 1995) è un cestista bosniaco con cittadinanza italiana.

## Biografia
È il figlio di Teoman Alibegović e fratello minore di Mirza e maggiore di Denis, a loro volta cestisti. 

## Carriera

### Club

#### Inizi carriera, Virtus Roma e passaggio alla Virtus Bologna
Cresciuto per due anni nella Stella Azzurra Roma passa poi a giocare nell'estate 2014 per quattro stagioni con i Red Storm di St. John's University nella NCAA.
Nel luglio del 2018 torna in Italia firmando per la Virtus Roma. Nell'aprile 2019 conquista con il club capitolino, la promozione in Serie A. Amar nella stagione 2019-2020 affronta per la prima volta nella sua carriera la Serie A. Dopo aver disputato un'ottima stagione nella massima serie, il 27 maggio del 2020 firma un contratto pluriennale per la Virtus Pallacanestro Bologna. Il 30 giugno 2022 lascia Bologna esercitando l'opzione prevista dal suo contratto. Il 6 luglio 2022 ha firmato un contratto biennale con il KK Cedevita Olimpija, squadra slovena dell'ABA League e dell'EuroCup. Il 1ºluglio 2023 firma con il Çağdaş Bodrumspor del Basketbol Süper Ligi (BSL). Il 1ºaprile 2024 firma con il Trapani Shark e centra la promozione in Serie A.

## Statistiche

### College
| Anno      | Squadra             | PG  | PT | MP   | TC%  | 3P%  | TL%  | RP  | AP  | PRP | SP  | PP  |
| --------- | ------------------- | --- | -- | ---- | ---- | ---- | ---- | --- | --- | --- | --- | --- |
| 2014-2015 | St. John's R. Storm | 24  | 2  | 8,4  | 34,9 | 23,1 | 14,3 | 1,5 | 0,1 | 0,2 | 0,1 | 1,5 |
| 2015-2016 | St. John's R. Storm | 32  | 6  | 15,9 | 39,4 | 30,2 | 61,5 | 2,4 | 0,7 | 0,5 | 0,3 | 5,1 |
| 2016-2017 | St. John's R. Storm | 26  | 0  | 10,3 | 41,3 | 28,0 | 58,8 | 1,7 | 0,7 | 0,2 | 0,4 | 2,1 |
| 2017-2018 | St. John's R. Storm | 27  | 2  | 11,6 | 27,1 | 20,5 | 57,1 | 1,2 | 0,1 | 0,3 | 0,4 | 1,6 |
| Carriera  | Carriera            | 109 | 10 | 11,8 | 36,6 | 26,7 | 55,7 | 1,7 | 0,4 | 0,3 | 0,3 | 2,7 |

### Eurocup
| Anno       | Squadra           | PG | PT | MP   | TC%  | 3P%  | TL%  | RP  | AP  | PRP | SP  | PP  |
| ---------- | ----------------- | -- | -- | ---- | ---- | ---- | ---- | --- | --- | --- | --- | --- |
| 2020-2021  | Virtus Bologna    | 21 | 1  | 14,2 | 55,9 | 41,7 | 69,0 | 2,7 | 0,8 | 0,1 | 0,2 | 6,6 |
| 2021-2022† | Virtus Bologna    | 18 | 8  | 16,3 | 40,5 | 40,0 | 71,4 | 2,4 | 0,6 | 0,4 | 0,0 | 5,3 |
| 2022-2023  | Cedevita Olimpija | 15 | 13 | 23,4 | 44,0 | 31,2 | 75,0 | 3,8 | 1,0 | 0,6 | 0,3 | 9,1 |
| Carriera   | Carriera          | 54 | 22 | 17,4 | 46,7 | 37,9 | 72,0 | 2,9 | 0,8 | 0,4 | 0,2 | 6,9 |

## Palmarès

### Competizioni nazionali
- Campionato italiano: 1

Virtus Bologna: 2020-21
- Campione d'Italia Dilettanti: 1

Trapani Shark: 2023-24
- Campionato italiano di Serie A2: 2

Virtus Roma: 2018-19 (Girone Ovest)
Trapani Shark: 2023-24
- Campionato sloveno: 1

Cedevita Olimpija: 2022-23
- Coppa di Slovenia: 1

Cedevita Olimpija: 2023
- Supercoppa italiana: 1

Virtus Bologna: 2021
- Supercoppa slovena: 1

Cedevita Olimpija: 2022
- Eurocup: 1

Virtus Bologna: 2021-22